# Paren

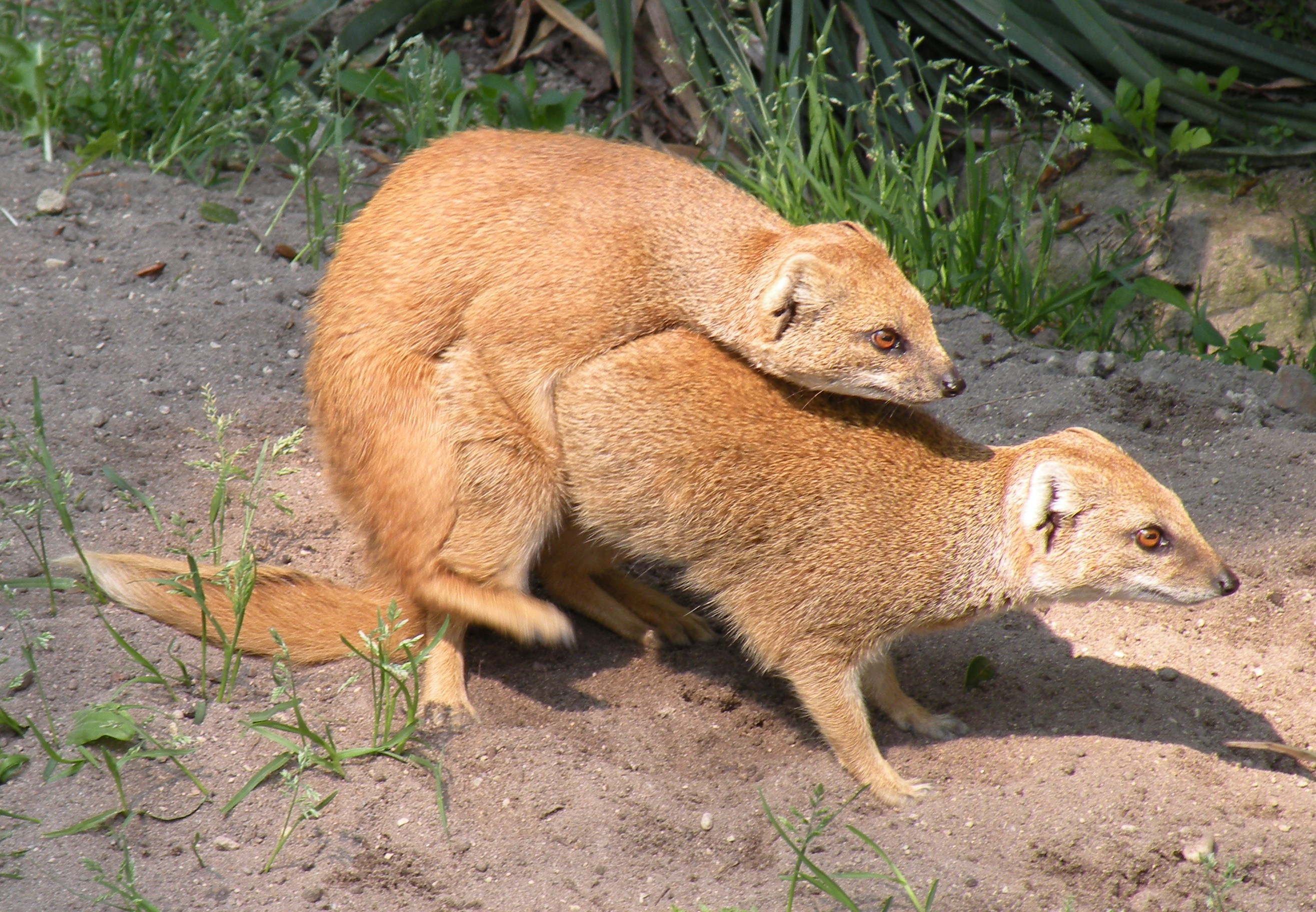
Parende vosmangoesten

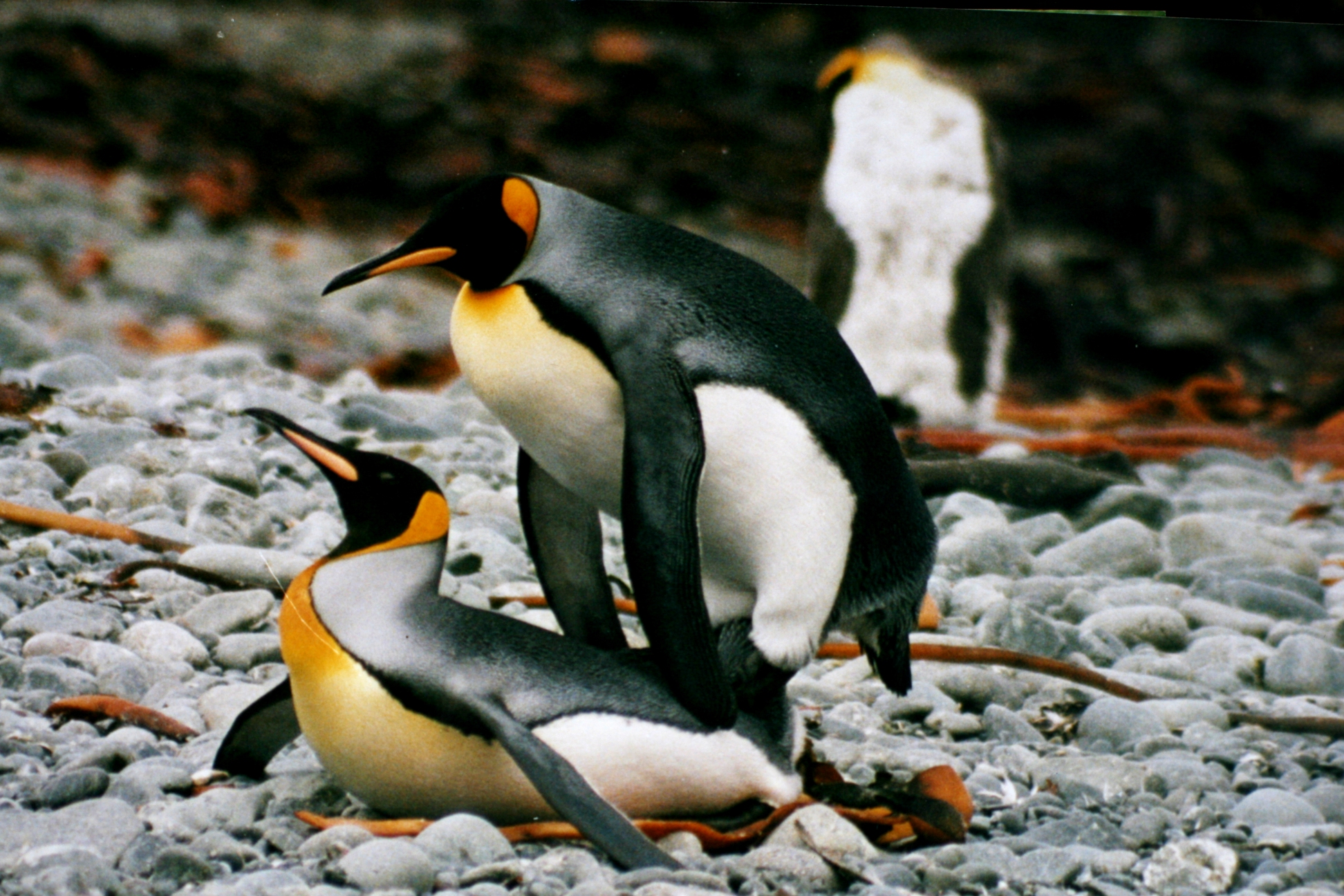
Parende koningspinguïns

Paren is de geslachtsgemeenschap tussen dieren van het andere geslacht of tweeslachtige dieren, veelal voor geslachtelijke voortplanting.
Bij zoogdieren brengt het mannetje zijn penis in de schede van het vrouwtje. Sommige diersoorten hebben geen penis. Bij vogels worden de cloaca's van beide geslachten tegen elkaar gedrukt waarbij het sperma van het mannetje in het vrouwtje wordt gebracht.
Het paren bij beenvissen wordt overigens paaien genoemd. Bij gebrek aan een penis gebruiken sommige soorten andere organen om hun sperma in de geslachtsopening van het vrouwtje te brengen. Spinnen gebruiken hiervoor hun palpen, een soort tastorganen.

## Het recht om te paren
Aan de paring gaat de bronsttijd vooraf. Mannetjes lokken vrouwtjes en andersom. Onderling concurreren de mannetjes fel. Bij de meeste diersoorten bepaalt het vrouwtje wanneer en met welke partner zij paart. In veel gevallen worden de mannetjes gekozen die het succesvolst waren in de concurrentiestrijd; meestal zijn dat de sterkste, (sociaal) handigste of fenotypisch aantrekkelijkste mannetjes.
In georganiseerd levende groepen is het recht om te paren voorbehouden aan een of meer dominante mannetjes en soms dominante vrouwtjes. Bij chimpansees is waargenomen dat vrouwtjes die probeerden te paren met lager geplaatste mannetjes, hiervoor werden bestraft door een dominant mannetje. Bij wolven paren alleen het hoogste mannetje en vrouwtje in rang, de alfa-dieren. Deze mechanismen dragen bij aan de natuurlijke selectie, omdat alleen de in de groep succesvolle dieren de kans krijgen om nageslacht te verwekken. In de groep succesvolle dieren zijn vaak beter aangepast door grotere (sociale) intelligentie, kracht of aantrekkelijke bevonden uiterlijke kenmerken (koinofilie). 

## Verschillen tussen soorten
Afhankelijk van de diersoort kan de paring enkele seconden of zelfs dagen duren. Sommige dieren paren één keer, terwijl andere dieren meerdere keren achter elkaar copuleren.
De mannelijke Tasmaanse duivel sleept een wijfje aan haar nekvel zijn hol in, waar hij haar vasthoudt en meerdere malen met haar copuleert. Het wijfje raakt daarbij door hormonale veranderingen in een verdoofde toestand. Bij inktvissen tasten de dieren elkaar eerst urenlang af met hun vangarmen.
Dieren die een duurzame band aangaan, zoals de meeste vogelsoorten en wolven, besteden veel tijd aan het voorspel. Daarbij worden onderlinge spanningen gereduceerd en raken de partners goed op elkaar ingesteld. Het voorspel kan bestaan uit spelen, een ritueel gevecht of baltsen (de paardans van vogels). Soms zonderen het mannetje en het vrouwtje zich af van de groep, en trekken dagen met elkaar op. Het mannetje zal geregeld controleren of het vrouwtje al paringsbereid is, maar het vrouwtje laat de paring pas toe als zij daar klaar voor is. Dat geeft ze meestal met een subtiel signaal aan.

### Paring bij waterdieren

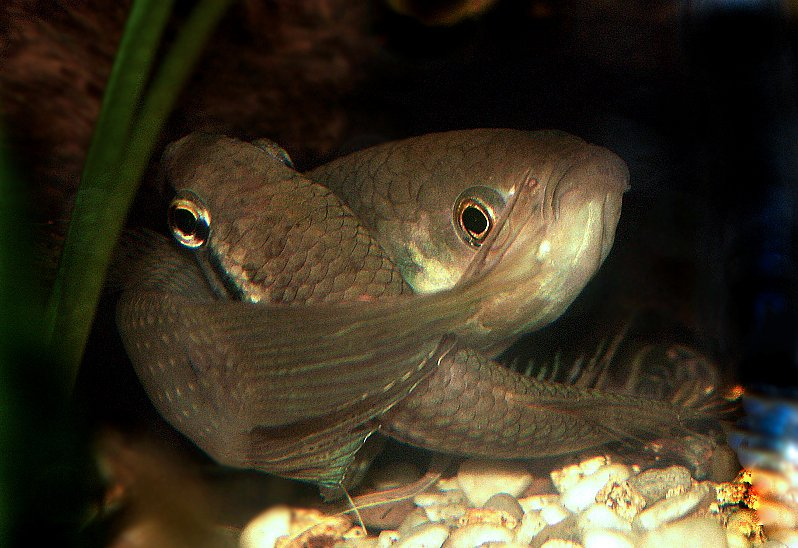
Paaiende kempvissen (Betta fusca)

Waterdieren zoals amfibieën en vissen scheiden grote hoeveelheden eieren af in het water. Bij beenvissen wordt dit paaien genoemd. De bevruchting vindt meestal uitwendig plaats, dus buiten het lichaam van het vrouwtje. Op de plek waar mannetjes en vrouwtjes samenkomen, scheiden mannetjes homvocht (sperma) af. Afhankelijk van de soort (er zijn meer dan 31.000 soorten vissen) gaan er aan het paairitueel nog een heleboel verschillende vormen van gedrag vooraf. Stekelbaarsmannetjes bouwen een nest en proberen hierin een vrouwtje te lokken om in zijn nest eieren te leggen. Zalmen trekken duizenden kilometers om van zee, via rivieren naar de beek van hun geboorte te zwemmen en daar in een kuil met grind te paaien. De afgebeelde aquariumvis (Betta fusca, een kempvis, familie Osphronemidae) is een muilbroeder. De bevruchting van de eieren vindt uitwendig plaats, maar na het paaien neemt het mannetje de bevruchte eieren in zijn bek en laat ze daar 'uitbroeden'. Haaien, maar ook een paar soorten beenvissen, vormen weer een uitzondering; bij de meeste soorten vindt inwendige bevruchting plaats. Bij sommige soorten haaien jaagt het mannetje het vrouwtje na, en hoewel het vrouwtje naar zo ondiep mogelijk water zwemt om hem te ontmoedigen, ontkomt ze meestal niet aan hem. Vaak wordt zij door het mannetje verwond.